# Pinet, Hérault
Pinet là một xã thuộc tỉnh Hérault trong vùng Occitanie phía nam nước Pháp. Xã này nằm ở khu vực có độ cao trung bình 13 mét trên mực nước biển. Dân số thời điểm năm 2006 là 1225 người.